# Чимберго
Чимберго је насеље у Италији у округу Бреша, региону Ломбардија.
Према процени из 2011. у насељу је живело 542 становника. Насеље се налази на надморској висини од 876 м.

## Становништво
Према резултатима пописа становништва 2011. у општини је живело 562 становника.
| 1951. | 1961. | 1971. | 1981. | 1991. | 2001. | 2011. |
| ----- | ----- | ----- | ----- | ----- | ----- | ----- |
| 897   | 884   | 749   | 666   | 612   | 573   | 562   |